# Рудничний (Казахстан)
Рудничний (каз. Рудничный) — село у складі Текелійської міської адміністрації Жетисуської області Казахстану. Адміністративний центр та єдиний населений пункт Рудничного сільського округу.
Населення — 1016 осіб (2021; 1060 у 2009, 1219 у 1999, 1759 у 1989).
До 2013 року село мало статус селища.